# Необходимое одиночество
«Необходимое одиночество» — музыкальный альбом стихов Руставели, выпущенный 18 марта 2008 года независимым лейблом «Dots Family Records», при поддержке «Монолит Рекордс».

## Художественные особенности
В отличие от предыдущих студийных работ в составе Многоточия и Третьего Пути, на «Необходимом одиночестве» Руставели целиком сосредоточился на коротком метре. Композиционно работу можно поделить на три части: собственно, сам альбом — 30 проинструментованных стихотворений, три эксклюзивных трека, и одноимённая книга стихов в авторском электронном формате. В формальном отношении «Необходимое одиночество» представляет собой последовательность коллажей, моментальных зарисовок, сбитых в духе так наз. фирменных междутем (скитов), традиционно чередующих полноценные песни на номерных альбомах Многоточия. В довершение — бонус: три трека, принципиально образующие собой триптих: Дружба — Любовь — Человек; плюс полный текст самого стихотворного сборника (более трехсот стихотворений).

## Создание альбома
Записывался альбом в 2006—2008 гг. За музыку на альбоме отвечают продюсеры, артисты, и представители независимого лейбла DFR практически в полном своем составе: Тюха (Многоточие/Окна), Dj Hassan (Многоточие), Нелегал (Многоточие/Dotsfam), Димон, (M-squad/Третий Путь/Fat complex/Dotsfam), Капус (M-squad/Fat complex), Михаил Краснодеревщик (Красное дерево/Третий путь/Dotsfam), и сам Руставели. Гостевым участием отметились Окна, уфимская группа МанифестЪ, и Санчес: «Нет меня» и «Человек» соответственно.

## Критика
Скрупулезного филологического разбора его (Руставели) стихи не выдерживают при даже самом дальнем расстоянии, но это не та линейка, с которой к ней надо подходить. «Как» — вторично, «что» — за этим стоит послушать «Необходимое одиночество». Но есть и противоположный нюанс — в печатной версии стихов намного больше (в аудиокниге всего тридцать стихотворений продолжительностью не более минуты с четвертью), но максимальный эффект эти безыскусные, кирпичом ложащиеся строки произведут лишь вкупе с внутренней силой и убедительностью Руставели. Попробуйте после этого сказать, что такие же стихи пишет всякий второй недовольный жизнью подросток. Не получится, а на бумаге — похоже.
— Руслан Муннибаев, RAP.RU
Литературоцентричность «Одиночества» не разовая акция в поддержку сборника, не стилизация, но глубоко личная история. Альбом о книге, самый дух и тексты которой составили — если не сделали — честь важнейшим пластинкам начала нулевых; пластинкам той самой «московской ветви», идущей ещё от Дубового Гаая и раннего Дельфина, отчасти через Рабов Лампы, к Многоточию, и далее; пластинкам, отличительными чертами которых всегда были формальная бескомпромиссность в сочетании с разрушающимся, временами уже еле уловимым, но неизменно подлинным отблеском великолепной лирики. Отобранные же для треклиста вещи, по всей видимости, — род избранного. Это одновременно и пост-многоточие, и многоточие, и его корни.
— Уважаемый Братан, CRN

## Список композиций
| №   | Название                                          | Длительность |
| 1.  | Лучше, чем прежде… (Руставели/Димон)              | 0:28         |
| 2.  | Дверь (Руставели/Димон)                           | 0:37         |
| 3.  | Гордыня Великих (Руставели/Тюха)                  | 0:39         |
| 4.  | Огонь времени (Руставели/dj Hassan)               | 0:56         |
| 5.  | Слепой музыкант (Руставели/Димон)                 | 1:39         |
| 6.  | Они продали воздух… (Руставели/Нелегал)           | 0:48         |
| 7.  | М. А. Е. (Руставели/Димон)                        | 0:51         |
| 8.  | Скованность мысли (Руставели/Нелегал)             | 0:41         |
| 9.  | Молекула (Руставели/dj Hassan)                    | 0:51         |
| 10. | Прощай… (Руставели/Нелегал)                       | 0:51         |
| 11. | Под рёбрами жжёт… (Руставели/Нелегал)             | 1:16         |
| 12. | Что мне сказать тебе сейчас?… (Руставели/Тюха)    | 1:30         |
| 13. | Брак (Руставели/Краснодеревщик)                   | 0:19         |
| 14. | Alone… (Руставели/Краснодеревщик)                 | 0:53         |
| 15. | Сон (Руставели/dj Hassan)                         | 1:18         |
| 16. | Пепел (Ты хочешь боли…) (Руставели/Тюха)          | 0:37         |
| 17. | Неловкость ума (Руставели/Руставели)              | 0:58         |
| 18. | Я в дурке (Руставели/Капус)                       | 1:39         |
| 19. | Сверху (Руставели/Нелегал)                        | 1:42         |
| 20. | Очевидно (Руставели/Капус)                        | 0:50         |
| 21. | Я видел его мгновение (Руставели/Нелегал)         | 1:49         |
| 22. | Снегом (Руставели/Нелегал)                        | 0:47         |
| 23. | Ты умираешь на моих глазах… (Руставели/dj Hassan) | 0:44         |
| 24. | Приди ко мне (Руставели/dj Hassan)                | 1:11         |
| 25. | 2 Косяка (Руставели/Нелегал)                      | 0:56         |
| 26. | Увы (Руставели/dj Hassan)                         | 0:50         |
| 27. | На волю! (Руставели/Нелегал)                      | 0:56         |
| 28. | Мои глаза (Руставели/Краснодеревщик)              | 0:35         |
| 29. | След (Руставели/Димон)                            | 0:40         |
| 30. | Зеркало заднего вида (Руставели/Руставели)        | 1:17         |
| 31. | «Песня о Друге» Руставели/Нелегал                 | 2:57         |
| 32. | «Нет Меня» Руставели/Окна                         | 3:07         |
| 33. | «Человек» Руставели/МанифестЪ/Санчес              | 4:29         |

## Экранизации
- 2010 — «Слепой музыкант» (реж. Михаил Бородин)